# Samira Ibrahim (militante)
Pour les articles homonymes, voir Samira Ibrahim.
Samira Ibrahim (arabe : سميرة إبراهيم), né le 28 septembre 1986 à Sohag, est une militante politique égyptienne qui s'est fait connaitre pendant la révolution de 2011.

## Biographie

### Sit-in de Tahrir et conséquences
Le 9 mars 2011, elle a participé à un sit-in place Tahrir au Caire . Les militaires ont violemment dispersé les participants à la manifestation, et Samira et d'autres femmes ont été battues, électrocutées, subit des fouilles corporelles impliquant des mises à nu et filmées par les soldats. Elles ont également été soumises à des tests de virginité . Les tests auraient été effectués pour protéger les soldats contre les allégations de viol.
Après avoir réussi à porter l'affaire devant un tribunal civil, une ordonnance du tribunal a été rendue en décembre 2011 pour mettre fin à la pratique des « tests de virginité ». Cependant, en mars 2012, un tribunal militaire a disculpé le Dr Adel El Mogy des accusations portées en rapport avec le test de virginité d'Ibrahim,,.
Ibrahim a juré de porter son cas devant les tribunaux internationaux.

### Allégations Twitter de 2013
Début mars 2013, Ibrahim a fait l'objet de critiques lorsque Samuel Tadros, écrivant dans The Weekly Standard, l'a accusée d'avoir publié des déclarations antisémites et anti-américaines sur son compte Twitter . Ces déclarations incluaient une citation d' Adolf Hitler: «J'ai découvert au fil des jours, qu'aucun acte contraire à la morale, aucun crime contre la société, n'a lieu, sans participation des Juifs. Hitler. » En réaction à un attentat-suicide contre un bus d’Israéliens en Bulgarie, elle a écrit: «Aujourd'hui est une journée très douce avec beaucoup de très douces nouvelles.»  En 2012, à l'occasion de l'anniversaire des attentats terroristes du 11 septembre, elle a tweeté « Aujourd'hui, c'est l'anniversaire du 11 septembre . Que chaque année montre l'Amérique brûlant »,,.
Initialement, Ibrahim a affirmé que son compte Twitter avait été « précédemment volé » et que « tout tweet sur le racisme et la haine n'est pas moi ».
Le département d'État américain a par la suite annoncé qu'il ne lui décernerait pas le prix International Women of Courage à la lumière de ces commentaires,.
Le 8 mars 2013, une porte-parole du département d'État américain a déclaré: "Après un examen plus approfondi, le département a décidé de ne pas lui remettre le prix" car les responsables américains "n'avaient pas considéré certaines des déclarations publiques qu'elle avait faites comme appropriées . Ils ne se sont pas conformes à nos valeurs " tout en ajoutant que " il y avait manifestement des problèmes dans notre processus d'examen, et nous allons faire des recherches sur la façon dont cela s'est produit. " 

Cependant, elle a déclaré plus tard: "Je refuse de m'excuser auprès du lobby sioniste en Amérique concernant mes précédentes déclarations antisionistes sous la pression du gouvernement américain, donc ils ont retiré le prix."  Le département d'État américain a déclaré plus tard qu'Ibrahim avait depuis quitté les États-Unis pour retourner en Égypte,.

## Voir également
Les droits de l'homme en Égypte sous le Conseil suprême des forces armées (en)